# Харизий
Флавий Сосипатер Харизий (на латински: Flavius Sosipater Charisius) е древноримски латински граматик през 4 век.
Той е роден вероятно в Африка и през 361 г. отива в Константинопол.
Харизий е автор на Ars grammatica, латинска граматика в 5 книги. Тя е издадена по времето на император Юлиан Апостат, между 361 и 363 г.
Харизий пише за публиката, която не е с латински майчин език, намираща се в гръцко говорещия Изток на Римската империя. Неговият син е също с гръцки майчин език.